# Culture dans la Mayenne

## Personnages célèbres (sciences)
- Jacques Barbeu du Bourg
- Lucien Louis Daniel
- René-Antoine Ferchault de Réaumur
- Louis François Henri de Menon, agronome
- Ambroise Paré
- Daniel Tauvry

## Personnages célèbres (arts)
- Tancrède Abraham, peintre, illustrateur
- Andrée Bordeaux-Le Pecq, peintre
- René Charpentier, sculpteur
- Odile Decq, architecte
- Pierre Guicheney, écrivain, réalisateur
- Géo Ham, dessinateur
- Alfred Jarry, écrivain, dramaturge
- Charles Landelle, peintre
- Léopold Lelée, peintre
- Jean-Baptiste Messager, peintre
- Henri Rousseau, peintre
- Auguste Alleaume, peintre et spécialiste du vitrail
- Robert Tatin, peintre, sculpteur
- Marin-Marie, peintre de marine, écrivain, navigateur
- Louis Derbré, sculpteur
- Gilbert Leclerc dit Del'Aune, sculpteur
- Jean-Loup Trassard, écrivain
- Thibault de Montalembert, acteur

## Personnages célèbres (musique)
- Jean Bauer, luthier
- Prosper Mortou, musicien
- André Tellot, musicien
- Paul Yorel, chansonnier
- Daniel Chabrun, chef d'orchestre
- Éric Vincent, chanteur, auteur-compositeur
- Archimède, Groupe de musique originaire de Laval

## Personnages célèbres (sport)
- Alain Gerbault, navigateur solitaire, première traversée d'est en ouest de l'atlantique,
- Ousmane Dabo, footballeur né à Laval,
- Pierre-Emerick Aubameyang, footballeur né à Laval,
- Jean-Claude Bouttier, boxeur puis consultant sportif, né à Saint-Pierre-la-Cour,
- François Pervis, cycliste sur piste né à Château-Gontier, sept titres de champion du monde,
- Marc Madiot et Yvon Madiot, cyclistes puis directeurs sportifs, nés à Renazé,
- Manuela Montebrun, médaille de bronze des  Jeux Olympiques de Pékin de 2008, en lancer de marteau,
- Jacky Durand, cycliste, né à Laval,
- Matthias Orban, perchiste EANM, champion du monde cadet 2017[1]
- Daniel Fernandez, saut en hauteur EANM, triple champion du monde vétéran[2]